# ماجل التويلب (السدة)

تعديل مصدري - تعديل

ماجل التويلب محلة تابعة لقرية الحقلين، التابعة لعزلة جبل عصام بمديرية السدة إحدى مديريات محافظة إب في الجمهورية اليمنية.، بلغ تعداد سكانها 71 حسب تعداد اليمن لعام 2004 . وقد سميت بهذا الاسم بسبب البحيرة الاصتناعيه أو «الماجل والذي تنبت حوله زهور التوليب في الصيف»